# Hunts Point (Washington)
Hunts Point je gradić u američkoj saveznoj državi Washington. Prema popisu stanovništva iz 2010. u njemu je živjelo 394 stanovnika.